# Victor Schuller
Victor Schuller (11 gennaio 1995) è un ex sciatore alpino francese.

## Biografia
Specialista delle prove veloci originario di Mercury e attivo dal dicembre del 2010, Schuller ha esordito in Coppa Europa il 16 novembre 2013 a Hinterstoder in discesa libera e in Coppa del Mondo il 19 gennaio 2018 a Kitzbühel nella medesima specialità, in entrambi i casi senza completare la prova. Il 29 gennaio 2019 ha colto a Chamonix in discesa libera la prima vittoria, nonché primo podio, in Coppa Europa e il 18 gennaio 2020 il miglior risultato in Coppa del Mondo, a Wengen sempre in discesa libera (33º).
In Coppa Europa ha ottenuto l'ultima vittoria il 24 febbraio 2021 a Sella Nevea discesa libera e l'ultimo podio il giorno successivo nelle medesime località e specialità (3º); ha preso per l'ultima volta il via in Coppa del Mondo il 15 dicembre 2022 in Val Gardena in discesa libera (51º) e si è ritirato al termine di quella stessa stagione 2022-2023: la sua ultima gara in carriera è stata la discesa libera dei Campionati francesi 2023, disputata il 30 marzo a Les Orres e chiusa da Schuller al 9º posto. Non ha preso parte a rassegne olimpiche o iridate.

## Palmarès

### Mondiali juniores
- 1 medaglia:
  - 1 bronzo (discesa libera a Soči/Roza Chutor 2016)

### Coppa Europa
- Miglior piazzamento in classifica generale: 6º nel 2021
- Vincitore della classifica di discesa libera nel 2021
- 5 podi:
  - 4 vittorie
  - 1 terzo posto

#### Coppa Europa - vittorie
| Data             | Località    | Paese   | Specialità |
| ---------------- | ----------- | ------- | ---------- |
| 29 gennaio 2019  | Chamonix    | Francia | DH         |
| 29 gennaio 2019  | Chamonix    | Francia | DH         |
| 27 gennaio 2021  | Orcières    | Francia | DH         |
| 24 febbraio 2021 | Sella Nevea | Italia  | DH         |

Legenda:

DH = discesa libera